# Sulcicnephia octodecimfiliata
Sulcicnephia octodecimfiliata är en tvåvingeart som först beskrevs av Rubtsov och Violovich 1965.  Sulcicnephia octodecimfiliata ingår i släktet Sulcicnephia och familjen knott. Inga underarter finns listade i Catalogue of Life.